# Agalliopsis lamboa
Agalliopsis lamboa är en insektsart som beskrevs av Kramer 1964. Agalliopsis lamboa ingår i släktet Agalliopsis och familjen dvärgstritar. Inga underarter finns listade i Catalogue of Life.